# 須恵国造
須恵国造（すえのくにのみやつこ）は現在の千葉県小糸川流域にあった須恵国（後の上総国周淮郡）を支配した国造。周淮国造と表記されることもある。

## 概要
- 『先代旧事本紀』「国造本紀」では、成務天皇の時代、茨城国造の祖・建許侶命の子である大布日意弥命が国造に定めたと伝わる。兄弟関係にあった初代の馬来田国造である深河意弥命と同時期に国造に定まったとされる。

### 氏族
丈部氏（はせつかべうじ）。筑波国造、師長国造、馬来田国造、石背国造、道奥菊多国造、道口岐閉国造、茨城国造、周防国造と同族か。

## 本拠

### 支配領域
国造の支配領域は当時須恵国と呼ばれた地域、後の上総国周淮郡、現在の千葉県君津市、木更津市・富津市の一部。富津市にある内裏塚古墳を始めとする内裏塚古墳群は、須恵首長又は国造一族の墓と言われているほか、弁天山古墳は5世紀末頃の須恵国造の首長墓と考えられている。

## 氏神
不明。

### 関連神社
八雲神社（やくもじんじゃ）
- 千葉県君津市に鎮座する神社。式内社ではないが、成務天皇の時代に大布日意弥命が須恵の守護神として須佐之男命を祀ったことに始まるとされる。

### 墓
- 道祖神裏古墳（どうそじんうらこふん）
千葉県君津市にある全長56メートルの前方後方墳、5世紀前半の築造とされる。
- 内裏塚古墳群（だいりづかこふんぐん）
千葉県富津市にある前方後円墳11基、方墳7基、円墳29基から構成される古墳群で、5世紀から7世紀にかけて築造された。